# Julie Girling
Julie Girling (ur. 21 grudnia 1956 w Londynie) – brytyjska polityk, posłanka do Parlamentu Europejskiego VII i VIII kadencji.

## Życiorys
W 1979 ukończyła studia z zakresu historii i polityki na University of Liverpool. Podjęła początkowo pracę w Ford Motor Company jako doradca. Później była zatrudniona jako menedżer w różnych brytyjskich koncernach przemysłowych. Kilka lat spędziła w Indonezji.
W 1999 została radną dzielnicową z ramienia Partii Konserwatywnej, w 2003 przewodniczącą rady. W 2005 wybrano ją do rady hrabstwa Gloucestershire, weszła w skład władz wykonawczych tej jednostki.
W wyborach w 2009 uzyskała mandat deputowanej do Parlamentu Europejskiego. W PE VII kadencji została członkinią nowej grupy o nazwie Europejscy Konserwatyści i Reformatorzy, a także Komisji Ochrony Środowiska Naturalnego, Zdrowia Publicznego i Bezpieczeństwa Żywności. W 2014 z powodzeniem ubiegała się o europarlamentarną reelekcję.